# März 1993
Portal Geschichte | Portal Biografien | Aktuelle Ereignisse | Jahreskalender | Tagesartikel

◄ |
19. Jahrhundert |
20. Jahrhundert
| 21. Jahrhundert

◄ |
1960er |
1970er |
1980er |
1990er
| 2000er | 2010er | 2020er | ►

◄ |
1989 |
1990 |
1991 |
1992 |
1993
| 1994 | 1995 | 1996 | 1997 | ►

◄ |
Dezember 1992 |
Januar 1993 |
Februar 1993 |
März 1993 |
April 1993 |
Mai 1993 |
Juni 1993 |
►
Dieser Artikel behandelt tagesbezogene Nachrichten und Ereignisse im März 1993.

## Tagesgeschehen

### Montag, 1. März 1993
- Berlin/Deutschland: Das „Jugendradio Fritz“ startet 6.00 Uhr als gemeinsamer Hörfunksender der öffentlich-rechtlichen Rundfunkanbieter Ostdeutscher Rundfunk Brandenburg und Sender Freies Berlin die Ausstrahlung seines Programms. Der Nachfolger von Rockradio B und Radio 4U bietet u. a. Musik der Popkultur, Nachrichten, Live-Übertragungen und Kulturberichte.[1]

### Donnerstag, 4. März 1993

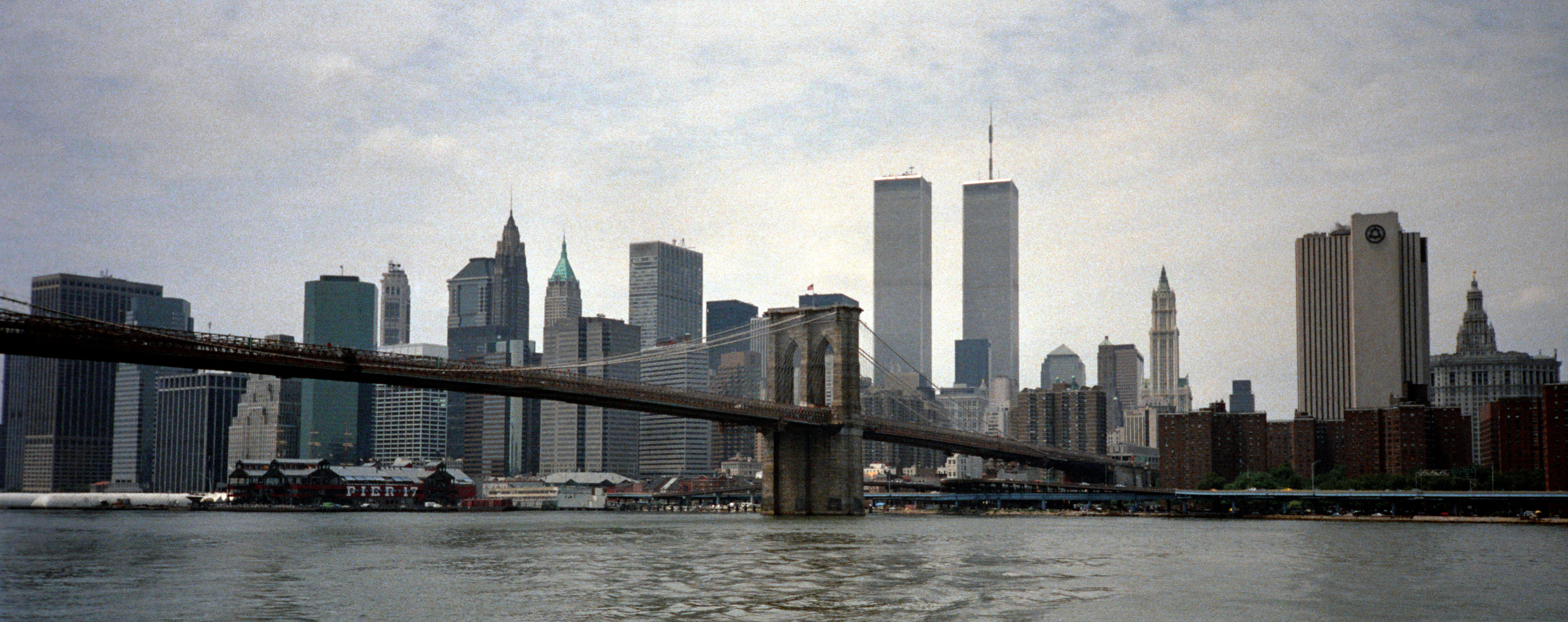
Manhattan, New York

- New York/Vereinigte Staaten: Vor einer Autovermietung nimmt die Sicherheitsbehörde FBI den Palästinenser Mohammad Salameh fest. Ein Beweisstück mit der Fahrzeug-ID-Nummer des von Salameh gemieteten Chevrolets Nova wurde nach dem Bombenanschlag am 26. Februar auf das World Trade Center in den Trümmern der Tiefgarage sichergestellt.[2]

### Freitag, 5. März 1993
- Skopje/Mazedonien: Kurz nach dem Start berührt eine Fokker 100 der Palair Macedonian Airways mit der rechten Tragfläche den Boden, wodurch ihr Rumpf in drei Teile zerbricht. Bei dem Unglück kommen 83 der 97 Insassen ums Leben.[3]

### Samstag, 6. März 1993

Logo von RTL 2

- Köln/Deutschland: Der Rundfunkveranstalter RTL startet 6.09 Uhr die Programmausstrahlung des Kabel-TV-Senders RTL 2. Außer über das Kabelnetz ist er über die Satelliten Astra, wo er die Frequenz des Sportkanals übernimmt, und Eutelsat empfangbar.[4]

### Sonntag, 7. März 1993
- Bern/Schweiz: Die Volksabstimmung über die Initiative zur Abschaffung von Tierversuchen endet mit einem Votum pro Tierversuche. Des Weiteren stimmen die Teilnehmer der Abstimmung für die Erhöhung der Treibstoff-Zollsätze und für die Abschaffung des Verbots von Spielbanken.[5][6]

### Montag, 8. März 1993

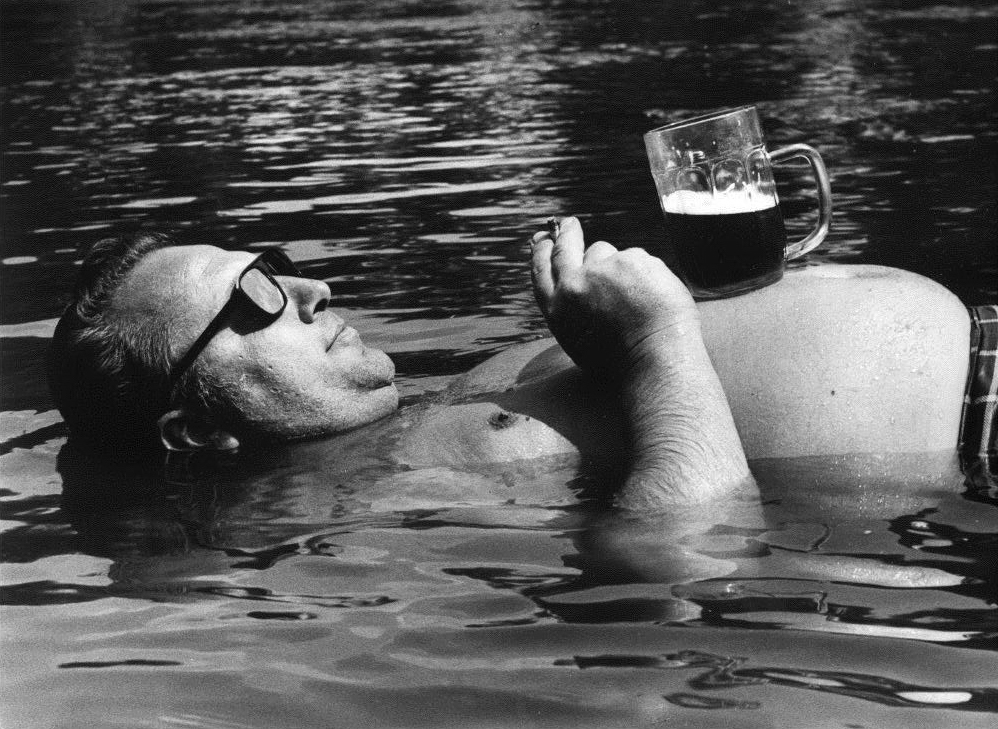
Raucher vererben ein erhöhtes Krebsrisiko

- Melbourne/Australien: Der Biochemiker Bruce Ames weist erstmals nach, dass nicht nur rauchende Mütter, sondern auch rauchende Väter ihren Kindern ein erhöhtes Krebsrisiko vererben.[7]

### Freitag, 12. März 1993
- Bombay/Indien: 13 Sprengstoffanschläge an verschiedenen Orten der Stadt, u. a. auf Marktplätzen und in Hotels, bringen 257 Menschen ums Leben, weitere 713 Personen werden verletzt. Die Urheber der Anschläge sind derzeit unbekannt.[8]

### Montag, 15. März 1993
- Berlin/Deutschland: Bei der 2. Verleihung des Musikpreises Echo wird die Rock-Band Genesis in der Kategorie „Gruppe des Jahres international“ ausgezeichnet.[9]

### Samstag, 20. März 1993
- Düsseldorf/Deutschland: Der deutsche Boxer Henry Maske wird durch einen Sieg nach Punkturteil gegen den Amerikaner Charles Williams Weltmeister im Halbschwergewicht der Organisation IBF.[10]
- Ntoto/Zaire: Bewaffnete Einheiten der lokalen Kriegsfürsten dienlichen Mai-Mai töten in dem von ethnischen Hutu bewohnten Dorf Ntoto in der Nord-Kivu-Provinz eine unbekannte Anzahl an Zivilisten.[11]
- Stockholm/Schweden: Russland wird Weltmeister im Handball durch einen 28:19-Sieg im Finale der 13. Männer-WM gegen Frankreich.[12]

### Sonntag, 21. März 1993
- Paris/Frankreich: In der ersten Runde der Parlamentswahl entfallen auf jedes der zwei großen konservativen Bündnisse mehr Stimmen als auf die Sozialistische Partei, die seit 1988 den Regierungschef stellt.[13]

### Montag, 22. März 1993

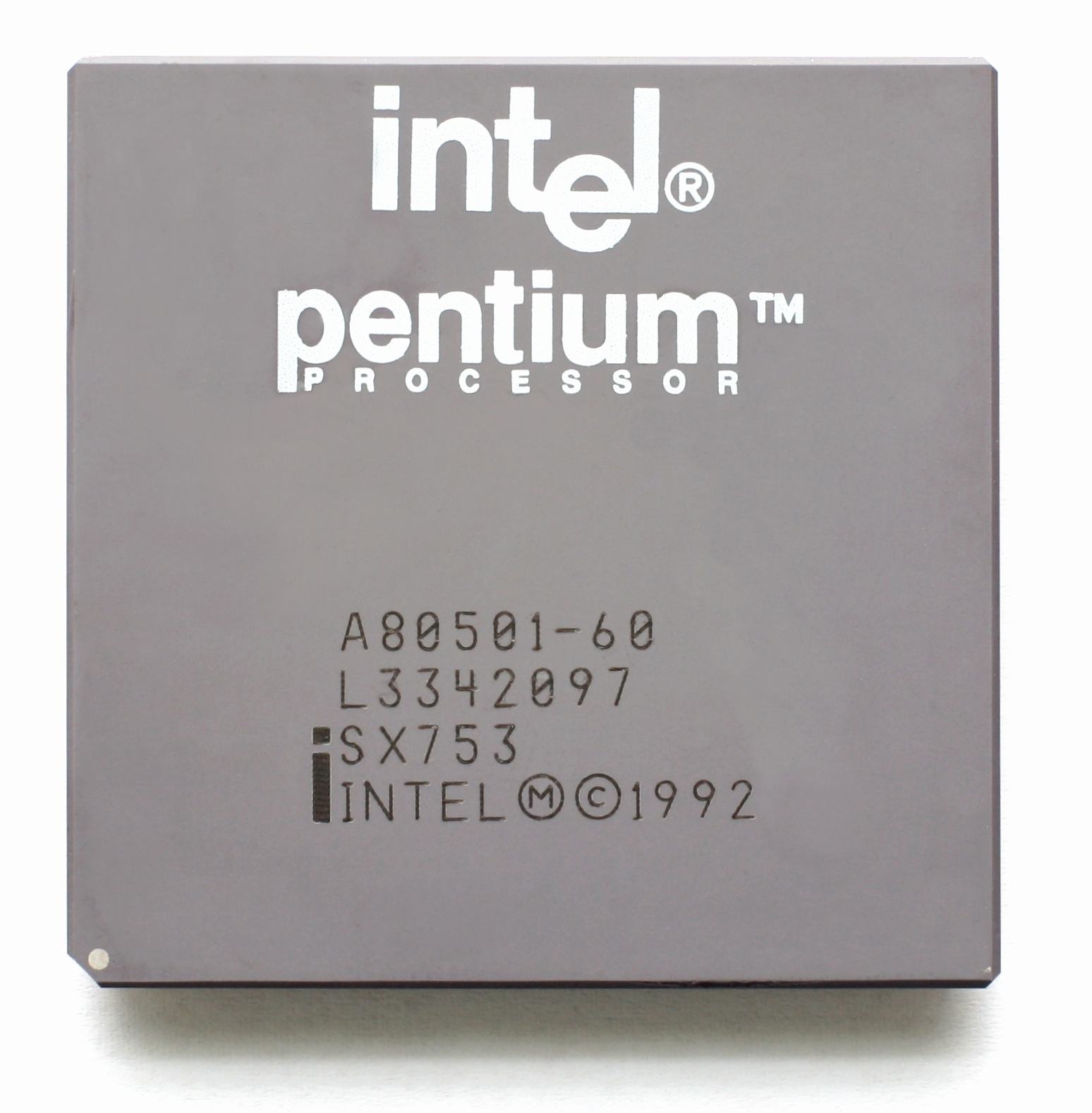
Pentium-Prozessor

- Santa Clara/Vereinigte Staaten: Der Mikroprozessor-Hersteller Intel startet mit der Auslieferung seiner neuen Pentium-Prozessoren, deren Datenbus 64 Bit breit ist. Der Datenbus des Vorgängermodells besaß noch 16 Bit.[14]

### Mittwoch, 24. März 1993
- Kapstadt/Südafrika: Staatspräsident Frederik Willem de Klerk eröffnet dem Parlament, dass Südafrika in den 1980er Jahren ein Programm für Kernwaffentechnik verfolgte. Dieses sei vor wenigen Jahren eingestellt und alle Ergebnisse zerstört worden. Damit gibt zum ersten Mal ein Land offiziell die Entwicklung der Atombombe auf.[15]

### Samstag, 27. März 1993

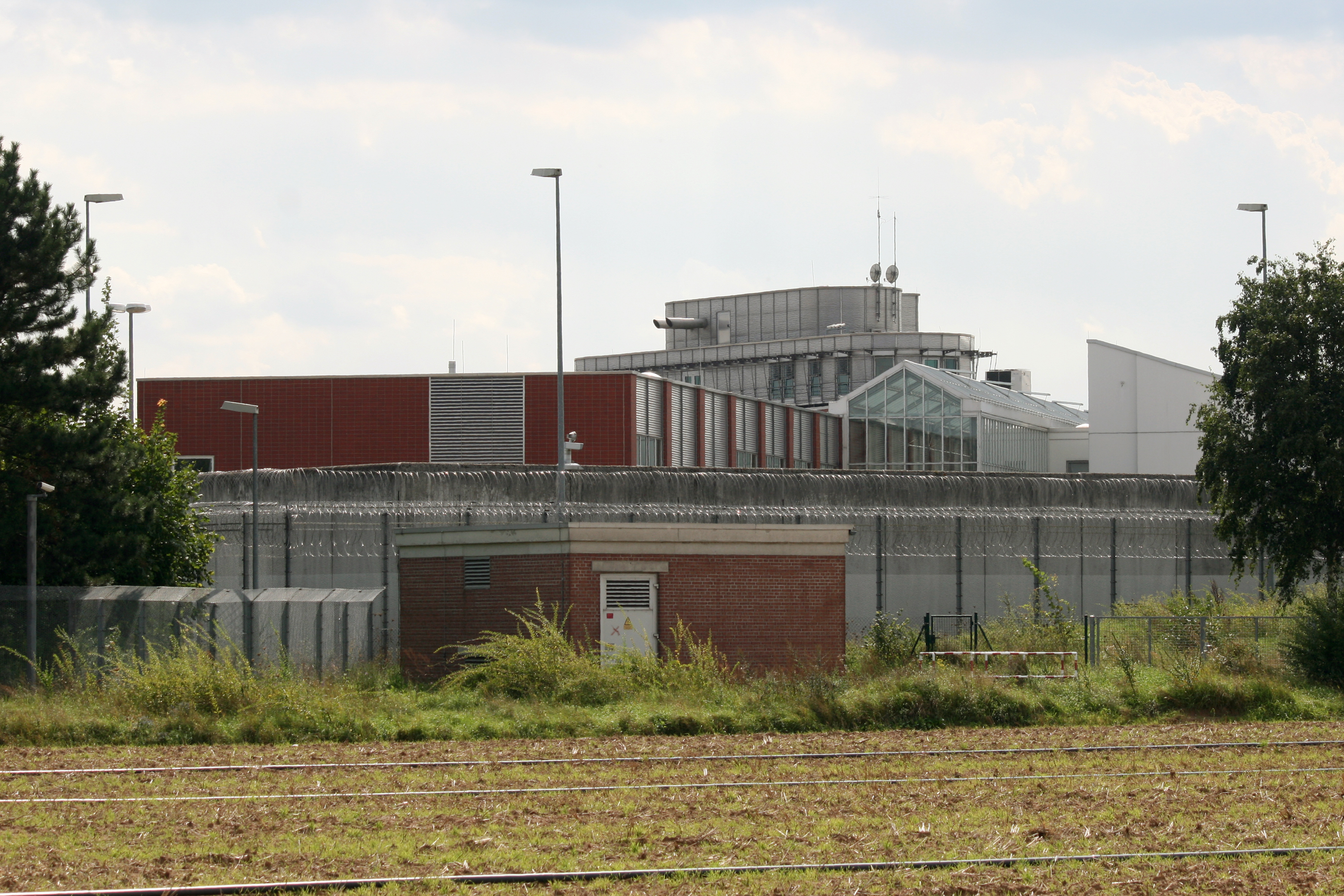
Justizvollzugsanstalt Weiterstadt

- Niamey/Niger: Im zweiten Durchgang der Präsidentschaftswahlen setzt sich Mahamane Ousmane von der Demokratischen und sozialen Versammlung mit 54,42 % Stimmenanteil gegen Mamadou Tandja von der Nationalen Bewegung der Entwicklungsgesellschaft durch.[16]
- Peking/China: Die Amtszeit von Yang Shangkun (KPC) als Staatspräsident seines Landes endet. Er füllte diese Position seit dem 8. April 1988 aus. Sein Nachfolger ist Jiang Zemin, der als erster Politiker seit Mao Zedong zusätzlich auch Parteichef der KPC sowie Oberbefehlshaber der Volksbefreiungsarmee ist.[17]
- Weiterstadt/Deutschland: Angehörige der Rote Armee Fraktion (RAF) dringen in die neue Justizvollzugsanstalt Weiterstadt ein und lösen in der noch leerstehenden Anlage eine Sprengung mit Hilfe von fünf Ladungen zu jeweils 40 kg gewerblichem Sprengstoff aus.[18]

### Sonntag, 28. März 1993
- Åre/Schweden: In der Gesamtwertung der Herren-Wettbewerbe des Alpinen Skiweltcups 1992/93 belegt der Luxemburger Marc Girardelli nach dem letzten Rennen Platz 1. Er ist damit der erste Abfahrtsläufer mit fünf Gesamtsiegen des Weltcups. Bei den Damen gewinnt Anita Wachter aus Österreich die aktuelle Saison.[19][20]
- Paris/Frankreich: Nach der zweiten Runde der Parlamentswahl steht für die Sozialistische Partei des Staatspräsidenten François Mitterrand und des amtierenden Ministerpräsidenten Pierre Bérégovoy ein desaströses Wahlergebnis fest. In der Nationalversammlung stehen ihrer Fraktion nur noch 57 von 577 Sitzen zu. Die konservativen Bündnisse Sammlungsbewegung für die Republik und Union für die französische Demokratie bilden die stärkste und die zweitstärkste Fraktion.[21]

### Montag, 29. März 1993
- Los Angeles/Vereinigte Staaten: Bei den 65. Academy Awards der Filmbranche wird der Spätwestern Erbarmungslos des amerikanischen Regisseurs Clint Eastwood als bester Film prämiert. Die Oscars für die besten Hauptdarsteller gewinnen Emma Thompson und Al Pacino.[22]

## Weblinks

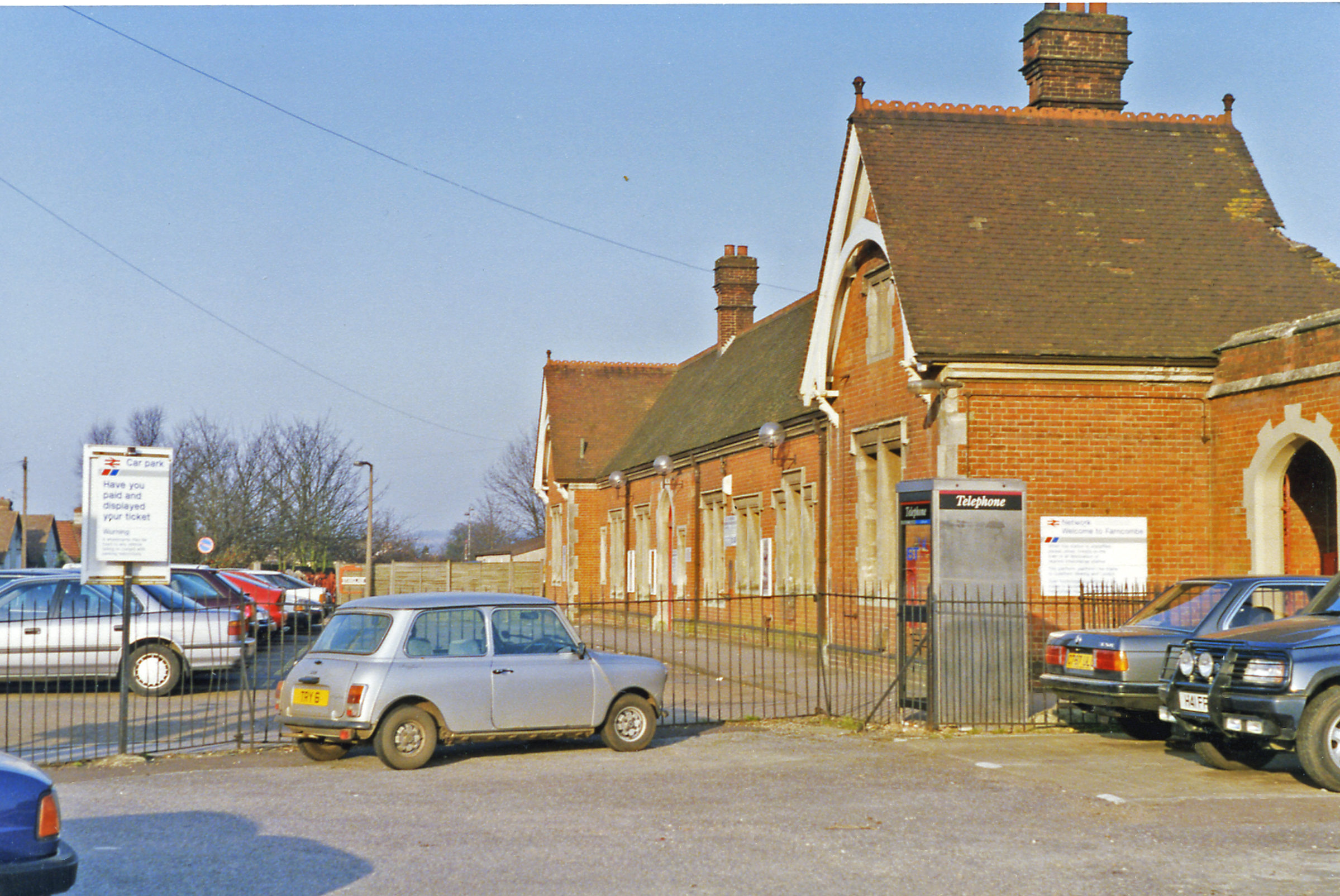
England im März 1993